# 石橋幸太郎
石橋 幸太郎（いしばし こうたろう、1898年2月18日 - 1979年8月22日）は、日本の英語学者。学位は、文学博士（日本大学・論文博士・1965年）（学位論文「英文法論」）。東京教育大学名誉教授。

## 経歴
福岡県福岡市出身。東京高等師範学校卒。旧制埼玉県立熊谷中学校（現在の埼玉県立熊谷高等学校）教諭をへて東京教育大学教授、1959年定年退官、名誉教授、日本大学教授、1968年大妻女子大学文学部長。1965年「英文法論」で日本大学より文学博士の学位を取得。
1979年8月22日、肝硬変のため東京女子医科大学病院で死去。81歳。

## 著書
- 『英文法大要』大阪教育図書 1949
- 『中学一年英語学習の友 前期用』大修館書店 1949
- 『中学英語の整理』泰文堂 1950
- 『新英作文』池田書店 1952
- 『英文法ところどころ』研究社選書 1956
- 『英語学覚え書』吾妻書房 1958
- 『英文法二十講』研究社 英研ブックス 1958
- 『英語教育 主張と独語』開拓社 1963
- 『書斎随想』吾妻書房 1968

### 共著
- 『文法本位英文解釈法』青木常雄共著 東京修文館　1932
- 『やさしく・くはしい二年生英語学習の友 英文解釈編』村岡博共著 大修館書店 1933
- 『高校英語の基礎』編 泰文堂 1950
- 『最新英語問題精選 大学入試』編 泰文堂 1950
- 『英文法初歩』伊藤健三共著 池田書店 1952
- 『学生英和辞典』編 池田書店 1953
- 『最新英単語熟語選』編 金子書房 1954
- 『英文完成法 英作文の表現研究』中山常雄共著 山田書院 1957
- 『詳説新英文法 構文中心』出口義勇共著 吾妻書房 1958
- 『完全英文法』杉安太郎共著 南雲堂 1960
- 『C.C.フリーズ』桑原輝男・池上嘉彦共著 南雲堂 不死鳥英文法ライブラリ 1963

### 翻訳
- オグデン、リチャーヅ『意味の意味 言語の思想に及ぼす影響及び象徴学の研究』興文社 1936
- I・A・リチャーズ『新修辞学原論』南雲堂 不死鳥英語学ライブラリィ 1961